# مهرآباد مزیدی
مهرآباد مزیدی، روستایی در دهستان فسارود بخش فسارود شهرستان داراب در استان فارس ایران است.

## جمعیت
بر پایه سرشماری عمومی نفوس و مسکن در سال ۱۳۹۵، جمعیت این روستا برابر با ۳۰۶ نفر (۹۶ خانوار) بوده است.